# Манная крупа

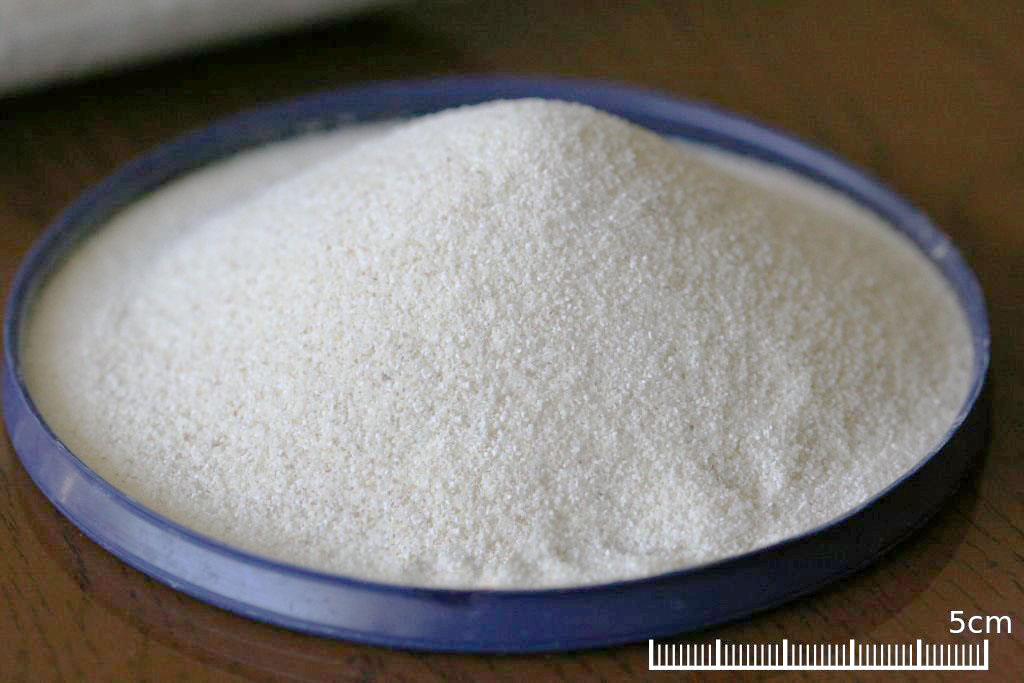
Манная крупа

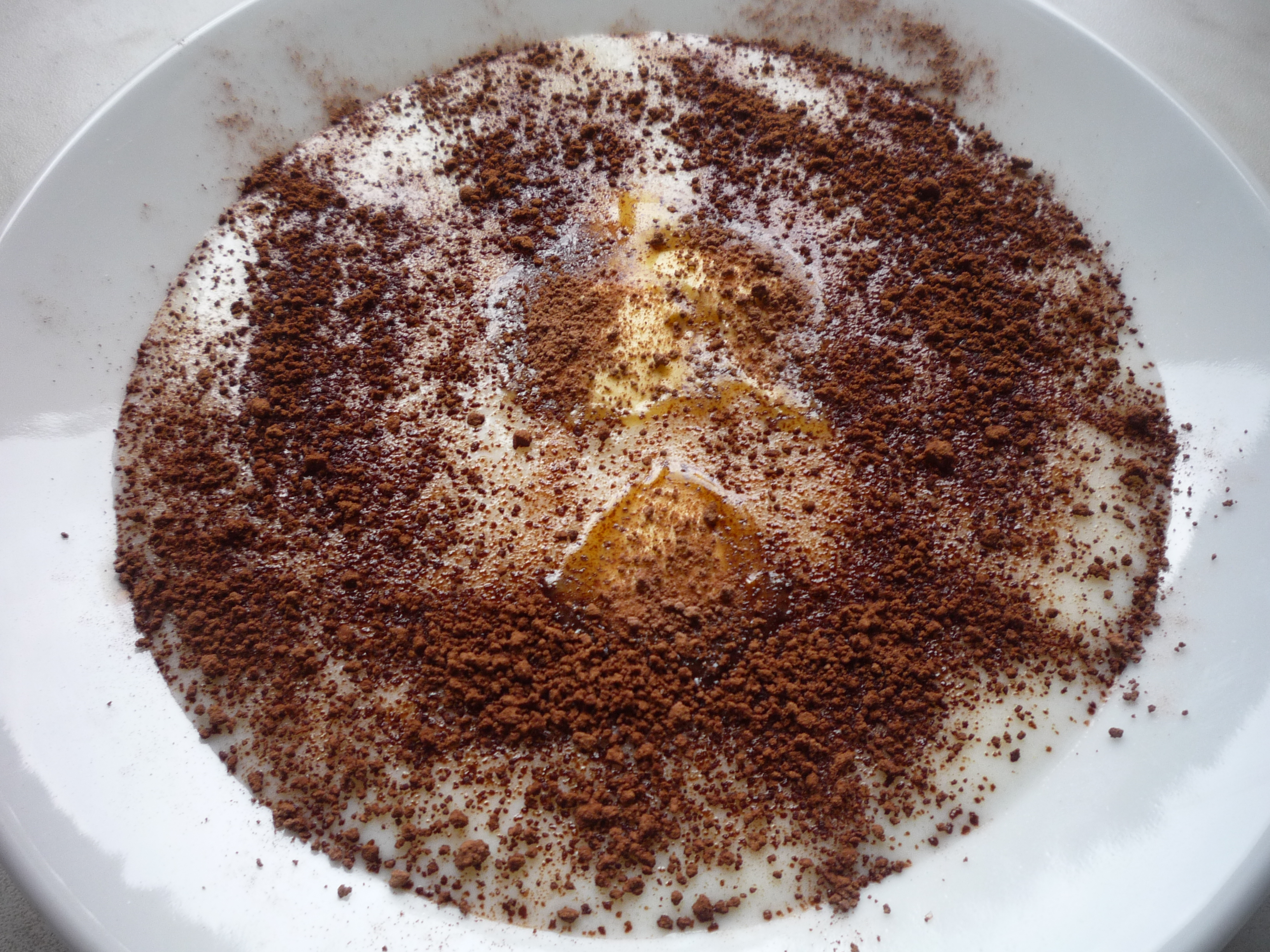
Чешская манная каша с какао и маслом

Ма́нная крупа́ (разг. ма́нка) — крупа из зёрен пшеницы так называемого «сортового помола» со средним диаметром частиц от 0,25 до 0,75 мм. Её используют для первых блюд как засыпку либо в форме манных галушек; для вторых блюд — в виде каши, оладий, запеканок, биточков, котлет; для сладких блюд — в виде сладкой «гурьевской» манной каши, суфле, пудинга, мусса и подобных блюд; для выпечки пирога (манника); а также для добавки в мясной фарш.

## Производство и применение
Производится из твёрдой пшеницы (марка «Т»), мягкой пшеницы (марка «М») либо их смеси (марка «МТ»). Для молочных жидких и вязких каш, оладий, котлет и запеканок наиболее пригодна крупа марки «М». Для сладких блюд, засыпки супов и фаршей лучше применять крупу марки «Т».
Манная крупа быстро разваривается и содержит клетчатки не более 0,4 %. Как ранее считалось, жидкие манные каши очень хорошо подходят для детского и диетического питания, особенно в послеоперационный период и при нарушениях работы желудочно-кишечного тракта.
Под именем прусской, или польской манны в России ранее использовалась крупа из манника, которую также использовали для приготовления манной каши.